# Торчилово (Великолукский район)
Торчилово — деревня в Великолукском районе Псковской области России. Входит в состав Лычёвской волости.

## География
Расположена в центре района, к югу от Великих Лук и деревни Жестки.

## Население
| 2001 | 2002 | 2010 |
| ---- | ---- | ---- |
| 155  | ↗165 | ↗169 |

Численность населения деревни по состоянию на начало 2001 года составляла 155 жителей.